# Per-Inge Bengtsson
Pour les articles homonymes, voir Bengtsson.
Per-Inge Bengtsson, né le 29 octobre 1961 à Karlstad, est un kayakiste suédois.

## Carrière
Per-Inge Bengtsson participe aux Jeux olympiques de 1984 à Los Angeles et remporte deux médailles d'argent, la première en K-2 500 m et la deuxième en K-4 1 000 M.